# Hans Caspar Lang der Ältere

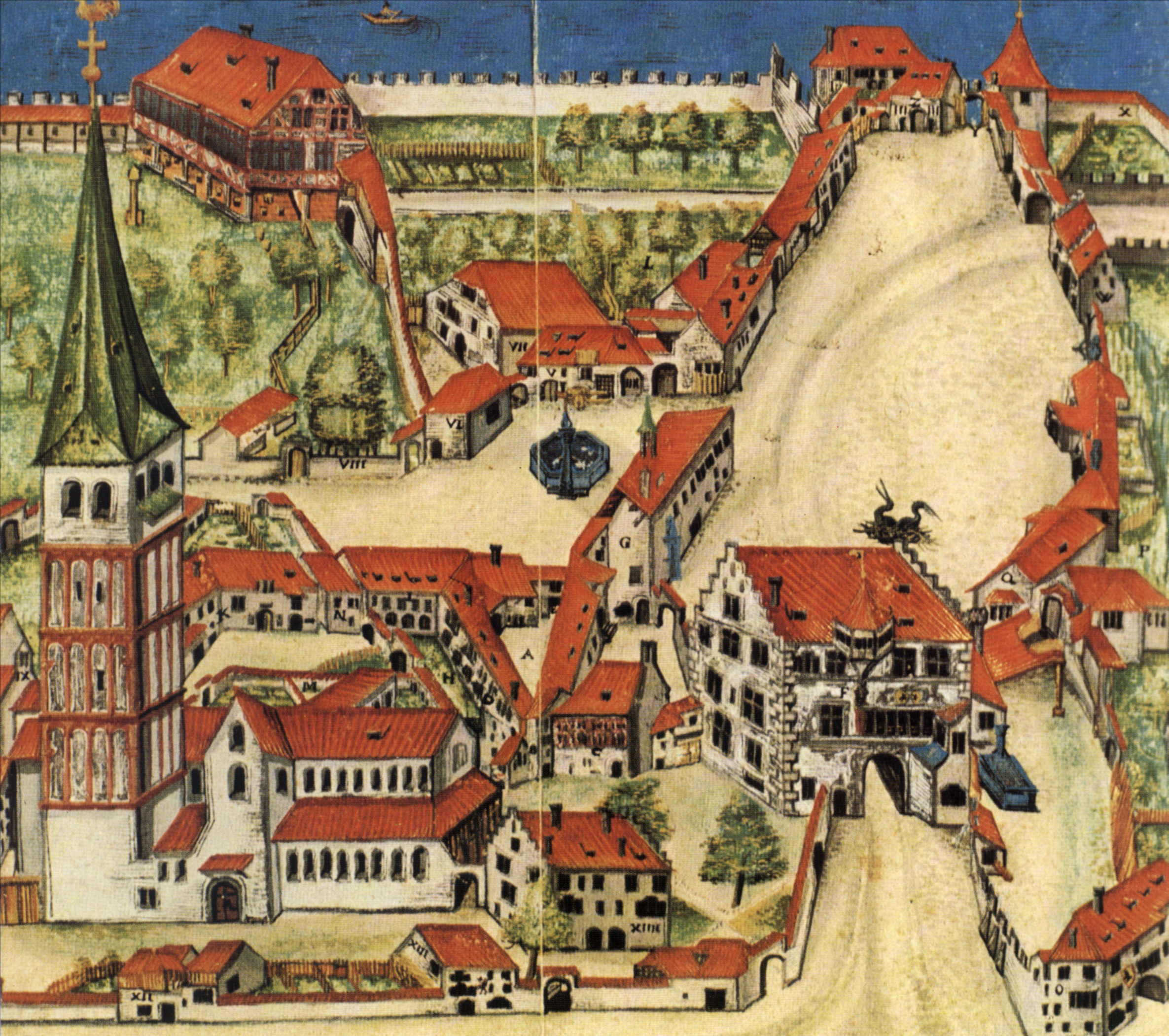
Hans Kaspar Lang: Kloster Allerheiligen in Schaffhausen (Illustration der Schaffhauser Chronik)

Hans Caspar Lang der Ältere (* 18. Februar 1571 in Schaffhausen; † 22. März 1645 ebenda) war ein Schweizer Glasmaler, Buchillustrator, Tafel- und Fassadenmaler. Von 1642 bis 1645 war er Bürgermeister der Stadt Schaffhausen.

## Leben
Unter dem Einfluss seines Vaters Daniel Lang und des Großvaters Hieronymus Lang sowie Tobias Stimmers erlernte er das Malerhandwerk und vertiefte sein Wissen während seiner Wanderschaft in den Jahren 1592 bis 1595 mit Aufenthalten in Strassburg und Freiburg. 1595 kehrte er nach Schaffhausen zurück und heiratete im Jahr darauf die Pfarrerstochter Veritas Kolmar. Ab 1613 war er Mitglied im Grossen Rat. 1624 wurde er Obervogt zu Neuhausen, 1629 zu Herblingen. Von 1642 bis zum Jahr seines Todes bekleidete Lang das Amt des Bürgermeisters von Schaffhausen. Außerdem war er Seckel- und Zunftmeister der Zunft zum Rüden.

## Werk
Lang illustrierte um 1606 die Chronik von Johann Jakob Rüeger. Für die Schaffhauser Ansicht (1641) von Caspar Merian erschuf er die Vorlage.
Im Grossratssaal des Rathauses in Schaffhausen finden sich von Lang gemalte Bibel-Zitate und Allegorien aus den Jahren 1624 bis 1625. 1639 und im Folgejahr bemalte er die hölzernen Deckenschilde im Kreuzsaal des Klosters Allerheiligen mit Initialen und Wappen.
Es sind aus seinem Nachlass Zeichnungen erhalten und in der Sammlung des Museums Allerheiligen fünf Glasgemälde. Von Lang stammt auch ein Wappenfresko mit Inschrift und Signatur im Festsaal des Schloss Thayngen. 2024 wurde eine kleine runde Wappenscheibe des Hans Im Thurn-Peyer (Datierung 1621) versteigert, die ihm zugeschrieben werden kann.